# 强力三重奏

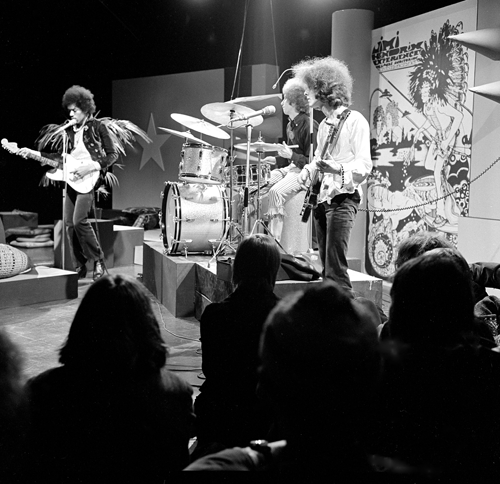
吉米·亨德里克斯体验乐队，成員包含了主唱兼吉他手吉米·亨德里克斯、鼓手米契·米切爾和貝斯手諾埃爾·瑞丁。

强力三重奏（英語：power trio）是一种摇滚乐的樂團編制形式，通常由电吉他、電貝斯和爵士鼓组成。与一般的樂團（通常為四重奏或五重奏）相比，强力三重奏舍去了节奏吉他、键盘等乐器。編制較大的搖滾樂團會習慣增加一至多個節奏組樂器來填充和弦與和聲部分。
許多在硬式搖滾和重金属音乐流派强力三重奏的吉他手通常會做兩件事：在歌曲大部分時間裡擔任节奏吉他手，遵照歌曲的和弦進行來演奏和弦或是重要的riff、接著轉換成主音吉他手來演奏吉他獨奏部分。雖然此種編制的樂團會有一人以上在演奏樂器的同時進行演唱，但硬式搖滾和重金属音乐的强力三重奏會將重點擺在器樂和整體聲響的表現，而非歌聲與歌詞。以摩托头舉例，樂團包括了吉他手、鼓手以及貝斯手兼主唱萊米。某些四人組樂團如何許人合唱團和齊柏林飛船在器樂編制上也與强力三重奏相同，即三位器樂演奏者在搭上一位主唱，但此種情形通常不會被歸類在强力三重奏中。

## 發展歷史
强力三重奏在1960年代的竄起是歸功於放大器電路在提高電吉他和電貝斯音量上的發展，特別是電貝斯普遍定義了低音域並填補了和聲的空缺。自從電貝斯接了放大器後可以彈得更大聲，整個樂團也可以在不需擔心聽不到貝斯的情況下提高整體的音量。這樣一來，一個三人樂團就可以像一個大型樂團一樣大聲，又能為即興演奏帶來了更多的發揮空間，而無需詳細的編曲。與電風琴三重奏一樣，1960年代的靈魂爵士樂團都會以放大的哈蒙德管風琴為中心，再加上爵士鼓和電吉他（或薩克斯風）就能將音場覆蓋整個大型酒吧或夜總會，而且演出費要比當時的搖滾大樂團低得多。從藍調搖滾的角度來看，强力三重奏是發展自芝加哥藍調樂界，如马迪·沃特斯的三重奏。
除了科技進步之外，强力三重奏能風行的原因是在於如艾瑞克·克萊普頓、吉米·亨德里克斯、羅瑞·蓋勒格等人精湛的吉他演奏技巧，讓他們能在現場演出中同時擔任起節奏吉他手和主音吉他手的角色。1964年，吉他手弗兰克·扎帕與貝斯手保羅·伍茲（Paul Woods）和鼓手萊斯·帕普（Les Papp）組成三重奏The Muthers。1966年，藍調搖滾强力三重奏的原型奶油樂團由吉他手兼主唱艾瑞克·克萊普頓、主唱兼貝斯手傑克·布魯斯和鼓手金格·贝克組成。其他在1960年代成立的强力三重奏還有吉米·亨德里克斯体验乐队、藍色喝采、大放克鐵路、乔·沃尔什領導時期的詹姆士幫、和滋味樂團。